# スヌード

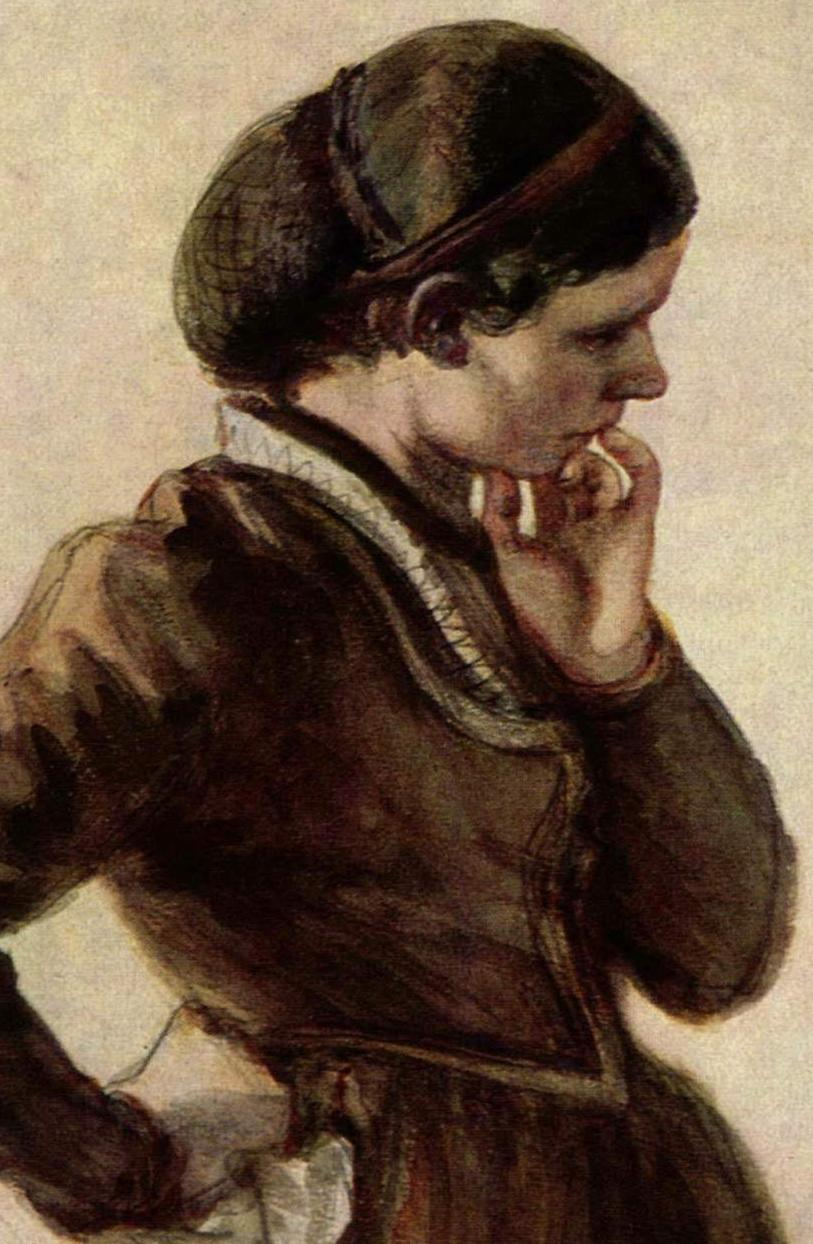
スヌードを被る女性の絵（by アドルフ・フォン・メンツェル、19世紀）

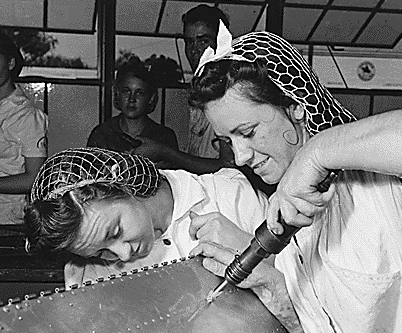
テキサス州海軍航空基地で働く女性たち（1942年）

スヌード（英語: Snood）は、首の周囲に巻く事を想定した布の一種。

## 概要
スヌードとは、当初は、スコットランドなどで未婚女性が付けた網状のヘアバンドだった。
その後、犬の耳カバー（後述）としての呼び名になる。
そして、2010年代の日本では、防寒兼ファッションアイテムとしての、マフラーの端をなくし筒状にしたような形状の首に巻くものを指すことが増えた。素材はニットやファー（毛皮）などで、長さ、太さも多種。

## 犬用スヌード
食事時のドッグフードの付着や散歩時などの汚れを避けるための、長い耳をした犬用の耳カバーもスヌードと呼ぶ。

## 工業用スヌード
英語圏では、工場などで帽子の下に被るためのネットもスヌードと呼ぶ。

## 英語圏におけるネックウォーマー
英語圏では、日本におけるネックウォーマーの類も含めてスヌードと呼ぶこともある。
防寒のためスポーツの世界でも着用する選手もいるが、激しい接触プレーがあるサッカーでは危険性が指摘された。
2011年3月5日、国際サッカー評議会は、同年7月1日付けで試合中のネックウォーマーの着用を禁止することを決定した。